# La Trimouille
La Trimouille là một xã, tọa lạc ở tỉnh Vienne trong vùng Nouvelle-Aquitaine, Pháp. Xã này có diện tích 41,65 km², dân số năm 2006 là 960 người. Xã nằm ở khu vực có độ cao trung bình 143 m trên mực nước biển.

## Hành chính
| Danh sách các xã trưởng |           |                |      |                                                            |
| Giai đoạn               | Giai đoạn | Tên            | Đảng | Tư cách                                                    |
| 2001                    | 2008      | Michel Durand  |      |                                                            |
| mars 2008               |           | Régis Chambert |      | DG et vice-président d'American Express voyages d’affaires |

## Biến động dân số
| Năm | 1962  | 1968  | 1975  | 1982  | 1990  | 1999  | 2006 |
| --- | ----- | ----- | ----- | ----- | ----- | ----- | ---- |
| Dân số | 1 255 | 1 275 | 1 257 | 1 243 | 1 130 | 1 023 | 960  |
| From the year 1962 on: No double counting—residents of multiple communes (e.g. students and military personnel) are counted only once. |       |       |       |       |       |       |      |